# 小科尼格爾山

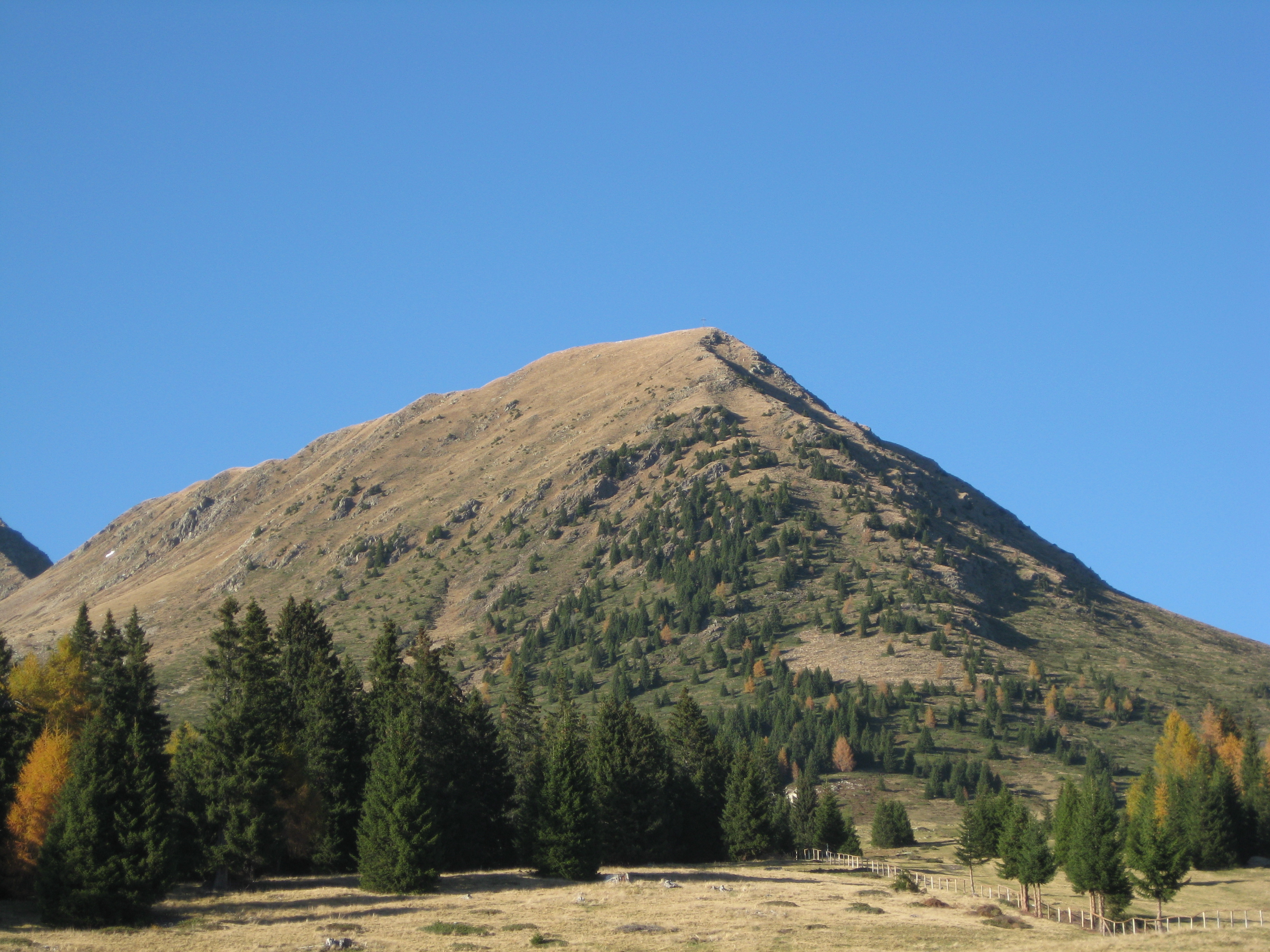

46°30′50″N 11°02′04″E / 46.51387°N 11.034383°E
小科尼格爾山（德語：Kleiner Kornigl），是意大利的山峰，位於該國東北部，由博爾扎諾-南蒂羅爾自治省負責管轄，屬於奥特莱斯山的一部分，海拔高度2,311米。